# Котлубань (посёлок)
Котлубань — посёлок в Городищенском районе Волгоградской области России, административный центр Котлубанского сельского поселения.

## История
Посёлок основан в 1929 году как центральная усадьба совхоза № 75 («Котлубань»). В 1930-х годах построена семилетняя школа.
В годы Великой Отечественной войны на фронт ушло 80 % рабочих, женщины, дети были эвакуированы в Палласовский район. С августа 1942 года на территории совхоза шли ожесточённые бои. На территории посёлка находится Братская могила, в которой захоронено около 3000 советских воинов.
В посёлке расположена воинская часть с крупным арсеналом боеприпасов. Осенью 2023 года в ходе войны с Украиной воинская часть была атакована дроном, сгорел склад с боеприпасами.
Выпускник Котлубанской средней школы (выпуск 2006 года) Алексей Степурин в 2023 году принял участие в программе "Своя игра" на телеканале НТВ (программы от 09.09.2023 и 10.09.2023)

## География
Посёлок расположен у левого берега Сакарка, чуть выше устья балки Котлубань в 35 километрах от районного центра — посёлка Городище.
Котлубань граничит с:
- на западе — с п. Самофаловка (расстояние 8 километров), городом Волгоград (расстояние 50 километров);
- на северо-западе — с Иловлинским районом, на востоке с хутором Варламов (расстояние 10 километров);
- на северо-востоке — с р. п. Ерзовка и Дубовским районом. В 7 километрах от Котлубани проходит федеральная трасса Волгоград — Москва и станция Котлубань Приволжской РЖД.

## Население
| 2002 |
| ---- |
| 2202 |

| 2010 |
| ---- |
| 2103 |

## Инфраструктура
- пруд
- школа
- детский сад
- детские площадки
- кладбище
- магазины
- Дом культуры
- больница
- 4 отделения ОАО «Сады придонья» (производство сельскохозяйственной продукции, переработка, реализация, хранение, продажа выращенных культур)
- поселковая библиотека
- сельхозпредприятие
- отделение Почты России
- филиал Сбербанка

## Достопримечательности
- братская могила
- православная церковь

## Промыслы
Котлубань — замечательное место для рыбной ловли. В этих местах рыболовы ловят линей, лещей, щук, красноперок, карасей.